# 劉鐸 (光緒進士)
劉鐸（?—?），湖南省長沙府善化縣人，清朝政治人物、同進士出身。
光緒十八年（1892年），参加光緒壬辰科殿試，登進士三甲72名。同年五月，授内阁中书